# Juan Agüero
Juan Bautista Agüero Sánchez (ur. 24 czerwca 1935, zm. 27 grudnia 2018) – paragwajski piłkarz, napastnik (prawoskrzydłowy).
Agüero rozpoczął karierę piłkarską w 1955 roku w klubie Club Olimpia, w okresie, gdy opiekunem zespołu był Aurelio González. Jako piłkarz klubu Olimpia wziął udział w turnieju Copa América 1955, gdzie Paragwaj zajął przedostatnie, piąte miejsce. Agüero zagrał tylko w jednym spotkaniu – w przegranym aż 0:5 meczu przeciwko Chile. W tym samym roku zdobył razem z Olimpią swój pierwszy tytuł mistrza Paragwaju. Sukces ten powtórzył jeszcze dwa razy – w 1956 i 1957. Ponadto dwukrotnie został królem strzelców pierwszej ligi paragwajskiej – w 1957 z 14 bramkami i w 1958 z 16 bramkami.
Jako gracz Olimpii był w kadrze reprezentacji podczas finałów mistrzostw świata w 1958 roku, gdzie Paragwaj, pomimo bardzo dobrej postawy, odpadł już w fazie grupowej. Jako kapitan drużyny zagrał we wszystkich trzech meczach – z Francją, Szkocją (zdobył bramkę) i Jugosławią (zdobył bramkę).
Po mistrzostwach Agüero razem z Ignacio Achúcarrem przeniósł się do Hiszpanii, gdzie przez 8 lat występował w barwach klubu Sevilla FC, rozgrywając w nim 134 mecze i zdobywając 39 bramek. W 1965 przeszedł do klubu Real Madryt, któremu pomógł w zdobyciu Pucharu Europy Mistrzów Klubowych w sezonie 1965/66. W następnym sezonie (1966/67) grał już w zespole Granada CF, gdzie zakończył karierę.
W reprezentacji Paragwaju Agüero rozegrał łącznie 35 meczów i zdobył 19 bramek.